# Edgeworthstown
Edgeworthstown (iriska: Meathas Troim) är ett litet samhälle i grevskapet Longford i Republiken Irland. Orten ligger där vägarna N4 mellan Dublin-Sligo möts med vägen N55 mellan Cavan-Athlone. Edgeworthstown har en järnvägsstation som är ansluten till linjen mellan Dublin och Sligo. 